# زبان‌های اسلاوی جنوبی

وضعیت رسمی بودن زبان‌های اسلاوی در کشورها

زبان‌های اسلاوی جنوبی دسته جنوبی زبانهای اسلاوی است.

## دسته‌بندی
دسته‌بندی زبان‌های اسلاوی جنوبی به شرح زیر است:
- شرقی
  - بلغاری
  - مقدونی
  - اسلاوی کلیسایی باستان
- غربی
  - اسلونیایی
  - کایکاوی
  - چاکاوی
  - صربی‌کرواتی/اشتوکاوی
    - صربی
    - کرواتی
    - بوسنیایی
    - مونته‌نگروئی